# Oury Jalloh
Oury Jalloh (amtlich Ouri Jallow, gebürtig höchstwahrscheinlich Mamadou Oury Diallo; * 1969 in Conakry, Guinea; † 7. Januar 2005 in Dessau) war ein Flüchtling aus Sierra Leone mit Duldung in Deutschland. Er wurde nach einem Brand in einer Gewahrsamszelle im Keller des Polizeireviers Dessau, Dienstgebäude Wolfgangstraße 25 in Sachsen-Anhalt tot, stark verbrannt und gefesselt aufgefunden. Ob Oury Jalloh zum Zeitpunkt des Brands noch lebte, ist bis heute unklar und umstritten. In mehreren Gerichtsverfahren wurde vergeblich versucht, den Tod aufzuklären.

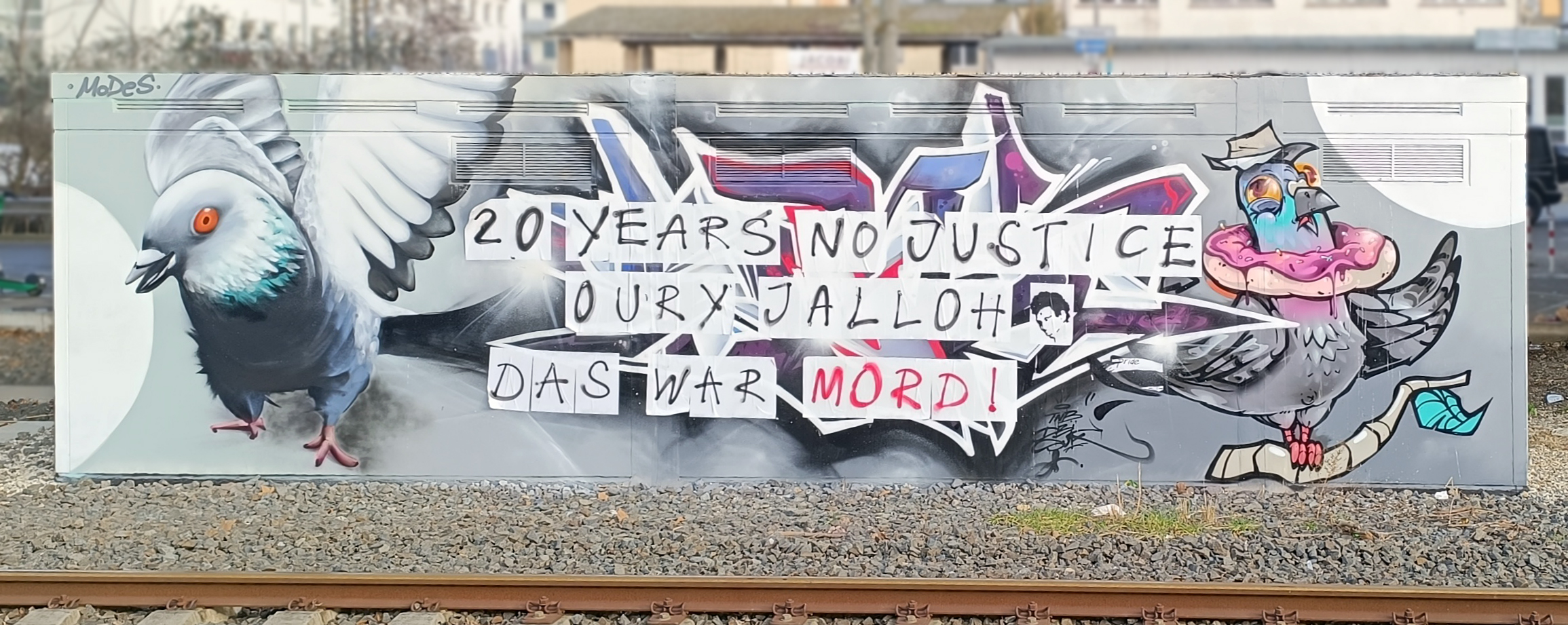
Graffito am Frankfurter Bahnhof, das den Fall Oury Jalloh als 20 Jahre ungesühnten Mord anprangert (Januar 2025).

## Zusammenfassung
Der in diesem Zusammenhang wegen Körperverletzung mit Todesfolge angeklagte Dienstgruppenleiter des Polizeireviers und ein weiterer, wegen fahrlässiger Tötung angeklagter Polizeibeamter wurden zunächst am 8. Dezember 2008 vom Landgericht Dessau-Roßlau freigesprochen. Am 7. Januar 2010 wurde der Freispruch für den Dienstgruppenleiter vom Bundesgerichtshof aufgehoben. Der Freispruch für den zweiten Polizisten war inzwischen rechtskräftig geworden. Am 12. Januar 2011 begann vor dem Landgericht Magdeburg die neue Hauptverhandlung. Am 13. Dezember 2012 wurde der Dienstgruppenleiter wegen fahrlässiger Tötung zu einer Geldstrafe in Höhe von 120 Tagessätzen zu je 90 Euro verurteilt (insgesamt 10.800 Euro).
Infolge eines erneuten Brandgutachtens, das ausschloss, dass Oury Jalloh sich und seine Matratze selbst angezündet habe, leitete die Staatsanwaltschaft Dessau-Roßlau im April 2014 erneut ein Ermittlungsverfahren ein. Das ARD-Magazin Monitor berichtete im November 2017, die Staatsanwaltschaft Dessau-Roßlau halte mittlerweile stattdessen den Einsatz von Brandbeschleuniger und die Beteiligung Dritter für wahrscheinlich. Der Staatsanwaltschaft Dessau-Roßlau war das Verfahren jedoch entzogen und an die Staatsanwaltschaft Halle übergeben worden. Diese stellte das Verfahren im Oktober 2017 mangels Tatverdacht gegen Dritte ein, weil „eine weitere Aufklärung nicht zu erwarten“ sei.
Im Verlauf der Prozesse wurden zwei weitere ungeklärte Todesfälle aus den Jahren 1997 und 2002 im Kontext mit Festnahmen durch Polizisten der Dessauer Polizeiwache bekannt. In einem Gutachten vom April 2017 vermutete der Leitende Oberstaatsanwalt von Dessau-Roßlau, Folker Bittmann, einen Zusammenhang zwischen diesen drei Todesfällen. Bittmann äußerte den Verdacht, dass dem Asylbewerber Jalloh zuvor zugefügte Verletzungen vertuscht werden sollten; auch hätten Ermittlungen zu den beiden anderen Fällen verhindert werden sollen. Akten seien vernichtet worden, was eine Aufklärung weitgehend unmöglich mache.
Gegen einen aussagebereiten ehemaligen Justizwachtmeister wurde ein Disziplinarverfahren eingeleitet. Ein neues forensisches Gutachten des Radiologieprofessors Boris Bodelle vom Universitätsklinikum Frankfurt kam im Oktober 2019 zu dem Ergebnis, dass Oury Jalloh vor seinem Tod schwer misshandelt wurde.
Von Jahresanfang bis August 2020 beschäftigten sich die vom Landtag von Sachsen-Anhalt beauftragten Sonderermittler Jerzy Montag und Manfred Nötzel mit dem Fall. Sie kamen in ihrem 303-seitigen Abschlussbericht für den Rechtsausschuss des Landtags von Sachsen-Anhalt zu dem Ergebnis, dass das Handeln der Polizei fehlerhaft und „rechtswidrig“ war. Die Einstellung des Verfahrens durch die Staatsanwaltschaft Halle im Oktober 2017 sei jedoch „nachvollziehbar und angesichts der Beweislage sachlich und rechtlich richtig“. Es gebe keine offenen Ansätze, um wegen Mordes oder Mordversuchs zu ermitteln.

## Leben
Laut Dokumenten, die seine Eltern später vor Gericht einreichten, wurde Jalloh 1969 in Conakry, Guinea, geboren. Einige Zeitungsberichte geben das Geburtsjahr 1968 und den Geburtsort Kabala in Sierra Leone an. Nach Ausbruch des Bürgerkriegs in Sierra Leone floh er erst ins Nachbarland Guinea, wo sich bereits seine Eltern befanden, und von dort weiter nach Deutschland.
Seit 1999 lebte er in Deutschland, wo er geduldet wurde, nachdem sein Asylantrag endgültig abgelehnt worden war.
Mit seiner deutschen Lebensgefährtin hatte er ein gemeinsames Kind. Nach der Trennung gab die Mutter das Kind zur Adoption frei.
Wenige Wochen vor seinem Tod war er wegen gewerbsmäßigen Drogenhandels zu einer Freiheitsstrafe von dreieinhalb Jahren verurteilt worden. Das Urteil war noch nicht rechtskräftig.
Die ARD-Dokumentation Tod in der Zelle – Warum starb Oury Jalloh? zeigte seinen Grabstein in Sierra Leone, auf dem als Geburtsjahr 1968 angegeben war. Jallohs Eltern bestätigten, dass ihr Sohn die deutschen Behörden über sein wahres Alter belogen hatte. Er hatte als Geburtsjahr 1983 angegeben, um bei seinem Asylverfahren bessere Chancen auf einen dauerhaften Aufenthaltsstatus zu bekommen.

## Polizeiliche Darstellung
Jalloh wurde kontrolliert, weil er mehrere Frauen belästigt haben soll. Vor Gericht sagte eine Zeugin, dass Jalloh ein Handy haben wollte, um zu telefonieren. Nach einem Gutachten hatte er knapp drei Promille Alkohol und Spuren von THC und Kokain im Blut.
Jalloh habe sich geweigert, seine Ausweispapiere vorzuzeigen, und sollte in den Polizeiwagen verbracht werden. Dagegen habe er Widerstand geleistet, woraufhin ihm Hand- und Fußfesseln angelegt wurden. Der Festgenommene verbrachte anschließend zweieinhalb Stunden in einer Zelle auf dem Polizeirevier. Laut Aussage der Polizei soll alle 30 Minuten ein Beamter Nachschau gehalten haben; der zuständige Dienststellenleiter soll die Gegensprechanlage überwacht haben. Mehrere Beamte hatten dabei eine Flüssigkeit entdeckt, Urin ausgeschlossen, sie aber nicht genauer überprüft. Die letzte Überprüfung der gefliesten Zelle sei etwa zehn Minuten vor Ausbruch des Feuers erfolgt. Danach sei es dem weiterhin mit Handschellen Gefesselten gelungen, aus seiner Tasche ein Feuerzeug zu holen (das bei der Durchsuchung nicht gefunden worden war) und seine Kleidung oder die Matratze (deren feuerhemmender Überzug durch ihn beschädigt worden sei) zu entzünden. Nachdem die Matratze in Flammen aufgegangen war, starb der Gefangene an seinen Verbrennungen.
Über eine Sprechanlage habe der Dienstgruppenleiter im ersten Stock die Zelle im Kellergeschoss abhören können. Wegen eines Telefonats habe der Beamte die Lautstärke der Anlage reduziert. Später hätten er und eine Kollegin „plätschernde Geräusche“ gehört, während gleichzeitig der Rauchmelder Alarm auslöste. Der Dienstgruppenleiter schaltete den Feueralarm vollständig ab, weil die Rauchmelder schon mehrfach falsch angeschlagen hätten. Als später der Lüftungsschalter anschlug und das „Plätschern“ lauter wurde, habe er sich auf den Weg zur Zelle gemacht. Wegen der Rauchentwicklung sei es nicht gelungen, den an den Zellenboden gefesselten Gefangenen zu retten.
Der Richter des ersten Prozesses hatte erhebliche Zweifel an der polizeilichen Darstellung, wie er bei der Urteilsverkündung mitteilte:

„Das, was hier geboten wurde, war kein Rechtsstaat, und Polizeibeamte, die in einem besonderen Maße dem Rechtsstaat verpflichtet waren, haben eine Aufklärung verunmöglicht. All diese Beamten, die uns hier belogen haben, sind einzelne Beamte, die als Polizisten in diesem Land nichts zu suchen haben.“

## Staatsanwaltschaftliche Ermittlungen
Am 6. Mai 2005 erhob die Staatsanwaltschaft Dessau Anklage gegen zwei Polizeibeamte wegen fahrlässiger Tötung: Jallohs Tod sei bei zügigerem Eingreifen vermeidbar gewesen.
Gegen den Dienstgruppenleiter lief seit dem 6. Mai 2005 ein Verfahren wegen Körperverletzung mit Todesfolge, weil dieser den Feueralarm mehrfach abgeschaltet habe, obwohl durch die Sprechanlage Schreie von Jalloh zu vernehmen gewesen seien. Der damalige innenpolitische Sprecher der PDS-Landtagsfraktion von Sachsen-Anhalt, Matthias Gärtner, sage, die Brandmeldeanlage sei nach den Angaben einer Polizistin, die sich zum Tatzeitpunkt im Zimmer des Dienstgruppenleiters befunden habe, am 14. September 2004 repariert worden und seitdem fehlerfrei gelaufen. Die Polizistin widerrief diese Aussage später aber.
Feuerwehrleute bezeugten, die Leiche in ausgestrecktem Zustand gefunden zu haben. Die Polizeidirektion Dessau gab gegenüber dem Innenausschuss des Landtages an, der Gefangene sei an Händen und Füßen in der Schlichtzelle fixiert gewesen. Die polizeilichen Vorschriften erlauben eine solche Fesselung nur bei möglicher Selbstgefährdung des Inhaftierten. Im Prozess sagte der behandelnde Bereitschaftsarzt aus, er habe empfohlen, Jalloh zu fixieren, da dieser jede Gelegenheit genutzt habe, seinen Kopf vor die Wand zu stoßen und sich zu verletzen.
Die Obduktion ergab, dass Jalloh in der auf über 350 Grad Celsius erhitzten Zelle an einem Hitzeschock gestorben war. Später tauchte ein wenig versehrtes Feuerzeug auf, das bei der ersten Tatort-Untersuchung nicht gefunden worden war. Mit der Begründung mangelnder Indizien für die vorsätzliche Tat eines Dritten ging die Staatsanwaltschaft Dessau davon aus, dass Jalloh die Matratze selbst angezündet habe.
Die von der Rechtsanwältin der Nebenklage beantragte Röntgenuntersuchung des Leichnams lehnte die Staatsanwaltschaft ab. Nach Rücksprache mit dem rechtsmedizinischen Institut bestand kein Anlass für weitere Untersuchungen. Unklar ist auch nach Aussagen der Anwältin die Herkunft des Feuerzeugs. Die Asservatenliste vom 10. Januar 2005 führt das Utensil nicht auf, sondern erst die Liste vom 11. Januar 2005.
Eine zweite Obduktion ergab einen Bruch des Nasenbeins und verletzte Trommelfelle. Zum Zeitpunkt dieser Obduktion war jedoch aufgrund der Brandverletzungen sowie wegen der möglichen Einwirkung von Artefakten der ersten Untersuchung keine Aussage zum genauen Todeszeitpunkt oder einer eventuellen Verletzung innerer Organe mehr möglich. Nach Veröffentlichung der Ergebnisse in den Medien gaben Innenministerium und Generalstaatsanwaltschaft an, die Unterlagen nicht zu kennen. Die Naumburger Behörde wies am 6. Juni 2005 auch ausdrücklich darauf hin, es sei „ungesetzlich, wesentliche Teile der Anklageschrift oder anderer amtlicher Schriftstücke eines Strafverfahrens ihrem Wortlaut nach zu veröffentlichen, bevor sie in der Gerichtsverhandlung erörtert worden sind oder das Verfahren abgeschlossen ist“. Im Oktober 2005 verwies das Landgericht Dessau das Verfahren mit der Forderung nach weiteren Ermittlungen zurück an die zuständige Staatsanwaltschaft. Die Generalstaatsanwaltschaft Naumburg (Saale) hatte am 6. Juni 2005 das Landgericht zur weiteren Entscheidung angerufen.
Eine Polizistin, die bislang als wichtige Zeugin aufgetreten war, zog inzwischen ohne weitere Begründung ihre Aussage zurück. Schon im Oktober 2002 war im Dessauer Polizeigewahrsam unter demselben Dienstgruppenleiter eine Person an einer Schädelfraktur verstorben, ein Erwerbsloser, der auf der Straße gelebt hatte. Laut Polizeibericht war dieser Häftling inneren Verletzungen erlegen, die er schon vor der Festnahme erlitten hatte. Die Umstände blieben zum größten Teil ungeklärt. Der zuständige Arzt, der damals die inneren Verletzungen nicht bemerkt haben wollte, ordnete auch bei Oury Jalloh trotz des erheblichen Drogeneinflusses keine Einweisung ins Krankenhaus an. Der Dienstgruppenleiter wurde nach dem zweiten Todesfall zunächst nach Wittenberg versetzt und dann vom Dienst suspendiert. Auch der andere Angeklagte wurde vorläufig in eine andere Dienststelle versetzt.

## Erster Prozess
Am 27. März 2007 begann vor dem Landgericht Dessau der Prozess um den Tod von Oury Jalloh. Der zuständige Dienstgruppenleiter musste sich wegen Körperverletzung mit Todesfolge verantworten, der mitangeklagte Kollege wegen fahrlässiger Tötung. Der Vorsitzende Richter Manfred Steinhoff hatte ursprünglich den Prozess auf sechs Prozesstage terminiert, am Ende dauerte der Prozess 59 Tage. Mariama Djombo Diallo († 23. Juli 2012), die Mutter Oury Jallohs, reiste aus Guinea an und nahm als Nebenklägerin am Prozess teil.
Nach der Darstellung der Staatsanwaltschaft soll es Jalloh trotz der Fesseln gelungen sein, ein Feuerzeug aus seiner Hose zu holen, ein Loch in die kunstlederne Matratze zu bohren und den darin befindlichen Schaumstoff zu entzünden. Gleichwohl trügen der durchsuchende Polizeibeamte und der Dienstgruppenleiter Mitschuld am Tod des Gefangenen. Der durchsuchende Beamte habe bei der Durchsuchung Jallohs dessen Feuerzeug übersehen. Der Dienstgruppenleiter soll den mehrfach ausgelösten Feueralarm minutenlang ignoriert haben. Bei einer sofortigen Reaktion, so die Anklageschrift, „hätte er Oury Jalloh das Leben retten können“.
Die Anwälte der Nebenkläger widersprachen dieser Darstellung insgesamt und bezeichneten sie als „reine Hypothese“. Es seien auch „gänzlich andere Geschehensabläufe denkbar“. Sie hofften, das Gericht werde die „Kette von Unwahrscheinlichkeiten“ genau beleuchten. Jallohs mögliche Beweggründe für einen Suizid blieben in der Gerichtsverhandlung unklar; Zeugen hatten ihn als fröhlichen und lebenslustigen Menschen geschildert.
Am 8. Dezember 2008 wurden die Angeklagten freigesprochen. In seiner Begründung bekräftigte der Vorsitzende Richter Manfred Steinhoff das Urteil als „einfach nur ein Ende, das formal sein musste“. Dabei warf Steinhoff der Dessauer Polizei „Schlamperei“ vor und kritisierte die „Falschaussagen der Beamten“, die jede Chance auf ein rechtsstaatliches Verfahren sowie die Aufklärung des Sachverhaltes verhindert hätten. Die Verkündung führte zu Empörung bei den Zuschauern.

„(Polizisten haben) ‚bedenkenlos und grottendämlich‘ falsch und unvollständig ausgesagt, sie haben dem Land Sachsen-Anhalt ‚aufs Übelste geschadet‘. Steinhoffs abschließende Worte könnten deutlicher nicht sein: ‚Ich habe keinen Bock, zu diesem Scheiß noch irgendwas zu sagen.‘“

## Revision
Staatsanwaltschaft und Nebenklage legten Revision gegen das Urteil ein. Am 7. Januar 2010 hob der 4. Strafsenat des Bundesgerichtshofes (BGH) das Urteil auf, soweit der Dienstgruppenleiter freigesprochen worden war. In der Begründung des aufhebenden und zu neuer Verhandlung und Entscheidung an die Strafkammer des Landgerichts Magdeburg zurückverweisenden Revisionsurteils wird u. a. beanstandet, dass „sich die der Annahme, der Angeklagte habe auch bei sofortiger Reaktion die Gewahrsamszelle nicht rechtzeitig erreichen können, zugrunde liegende Beweiswürdigung in mehrfacher Hinsicht als lückenhaft erweist“. Die damalige Vorsitzende des 4. Strafsenates des Bundesgerichtshofes, Ingeborg Tepperwien, äußerte gegenüber der taz, dass bei der Dessauer Polizei mangelnde Aufklärungsbereitschaft in diesem Fall vorliege. Der Fall wurde ab dem 12. Januar 2011 vor dem Landgericht Magdeburg hinsichtlich des Dienstgruppenleiters neu verhandelt. Wie schon beim ersten Prozess konnte die Mutter Oury Jallohs, Mariama Djombo Jalloh, als Beobachterin am Prozess in Magdeburg teilnehmen. Sie starb am 23. Juli 2012 kurz nach ihrer Rückkehr in Tourahol (Dalaba/Guinea).
Am 13. Dezember 2012 wurde der Dienstgruppenleiter wegen fahrlässiger Tötung zu einer Geldstrafe in Höhe von 120 Tagessätzen zu je 90 Euro (10.800 Euro) verurteilt. Mit dem Urteil ging das Landgericht Magdeburg über die Forderung der Staatsanwaltschaft hinaus, die auf eine Geldstrafe von 90 Tagessätzen zu je 70 Euro plädiert hatte. Zuhörer unterbrachen die Urteilsbegründung der Richterin mehrfach mit höhnischem Gelächter und „Mord“-Rufen. Dieses Urteil wurde am 4. September 2014 vom BGH bestätigt. Eine im Raum stehende Freiheitsberaubung mit Todesfolge hielten die Richter des 4. BGH-Strafsenats nicht für gegeben, weil davon auszugehen sei, „dass der zuständige Richter bei unverzüglicher Vorführung und rechtmäßiger Entscheidung – unter Ausschöpfung ihm zustehender Beurteilungsspielräume zugunsten des Angeklagten – die Fortdauer der Freiheitsentziehung angeordnet hätte“ und es deshalb an der „Ursächlichkeit des Unterlassens des Angeklagten für eine rechtswidrige Freiheitsentziehung“ fehle. Da der BGH damit der Sache nach auf die Einholung einer richterlichen Gewahrsamsanordnung verzichte, solange die Möglichkeit bestehe, dass eine solche Anordnung hätte erlangt werden können, war das Revisionsurteil in der strafrechtswissenschaftlichen Literatur starker und zum Teil grundsätzlicher Kritik ausgesetzt.

## Zivilverfahren
Im Juni 2009 reichten die Eltern und der Bruder von Oury Jalloh Klage beim Landgericht Dessau-Roßlau ein, in der sie 70.000 Euro Schmerzensgeld vom Land Sachsen-Anhalt forderten. Zunächst sollte über einen darin enthaltenen Antrag auf Prozesskostenhilfe entschieden werden. Das Urteil sollte von der Zivilkammer des Landgericht Dessau-Roßlau am 20. Mai 2014 verkündet werden.

## Brandgutachten
Der für die Prozesse von der Justiz Sachsen-Anhalts als Brandgutachter beauftragte Diplom-Chemiker Klaus Steinbach, bis 2010 Brandoberrat am Institut der Feuerwehr Sachsen-Anhalt, gab nach einem Pressebericht vom 9. Januar 2012 an, nur den Auftrag bekommen zu haben, den Brandverlauf so zu rekonstruieren, als habe Jalloh sich selbst angezündet. Der Brandgutachter sagte demnach auch, dass diese Annahme den Zustand der Leiche nicht erklären könne. Einen sich auf die Hinweise des Brandgutachters Steinbach stützenden und daher ein neues Brandgutachten fordernden Beweisantrag, den die Vertreterin der Nebenklage daraufhin am 13. Januar 2012 beim Landgericht Magdeburg eingereicht hatte, lehnte das Gericht am 16. Februar 2012 mit der Feststellung ab: „Die Kammer geht beim derzeitigen Stand der Beweisaufnahme davon aus, dass der Brand nicht durch Dritte erfolgte.“
Ein im Auftrag der Initiative in Gedenken an Oury Jalloh angefertigtes neues Brandgutachten kam zu dem Schluss, dass die schnelle und völlige Zerstörung der Matratze, das Ausmaß und die Intensität des Feuers sowie die Verkohlung des Körpers bis in tiefe Hautschichten nur durch den Einsatz von zwei bis fünf Litern eines Brandbeschleunigers möglich gewesen sei. In den Versuchen ohne Brandbeschleuniger hätten Matratze und ein eingesetzter Tierkörper deutlich geringere Verbrennungsspuren davongetragen. Die von Zeugen geschilderte schwarze Rauchentwicklung, die fast vollständige Verbrennung der Kleidung Jallohs sowie die teilweise Verkohlung der Haut ließen sich nur durch Entfernung der PVC-Schicht der Matratze und Zugabe von fünf Litern Benzin replizieren; die vollständige Zerstörung des Feuerzeugs, wie es am Tatort vorgefunden wurde, ließ sich durch keinen der Brandversuche erklären. Daraus sei die Schlussfolgerung zu ziehen, dass Jalloh seine Verbrennung nicht selbst verursacht haben kann. Der Gutachter erläuterte auch, dass die bei Obduktion in der Leiche Jallohs festgestellten Cyanide auf Blausäure hindeuten würden, die beim Einsatz von Benzin oder Grillanzündern entsteht.
Die Staatsanwaltschaft Dessau-Roßlau kündigte nach der Vorstellung des Gutachtens neue Untersuchungen an. Der Dessauer Leitende Oberstaatsanwalt Folker Bittmann sprach unmittelbar nach der Präsentation von „sehr ernsten, überraschenden und zum Teil erschreckenden Informationen“. Auf der Grundlage des neuen Brandgutachtens stellte die Initiative in Gedenken an Oury Jalloh am 11. November 2013 bei Generalbundesanwalt Harald Range Anzeige gegen Unbekannt wegen Mordes oder Totschlags. Sachsen-anhaltische Landtagsabgeordnete der Fraktion von Bündnis 90/Die Grünen forderten am 12. November 2013 eine gewissenhafte Überprüfung des neuen Gutachtens und neue Ermittlungen der Staatsanwaltschaft.

## Neue Ermittlungen seit 2014

### Ermittlungsverfahren
Im April 2014 leitete die Staatsanwaltschaft Dessau-Roßlau ein neues Ermittlungsverfahren zur Klärung der Todesursache ein. Ein neues Gutachten sieht die Beteiligung Dritter als wahrscheinlich an. Im August 2016 ließ die Staatsanwaltschaft Dessau den Brand vom Institut für Brand- und Löschforschung in Dippoldiswalde simulieren, um den zeitlichen Ablauf zu rekonstruieren und Transparenz im laufenden Verfahren zu schaffen.
Die Generalstaatsanwaltschaft Naumburg entzog den Fall im Juni 2017 der Staatsanwaltschaft Dessau-Roßlau und übergab ihn stattdessen der Staatsanwaltschaft Halle (Saale). Obwohl das Brandgutachten aus dem Brandversuch in Dippoldiswalde der Staatsanwaltschaft seit Oktober 2016 vorliegt, war es bislang nicht veröffentlicht worden, weil keine Einigkeit über die Auswertung der Ergebnisse erzielt werden konnte.
Die Angehörigen können sich zur Aufklärung der Angelegenheit auf ihren Anspruch auf Strafverfolgung Dritter berufen.
Die Staatsanwaltschaft Halle stellte das Ermittlungsverfahren indes am 12. Oktober 2017 mit der Begründung ein, die Gutachten würden kein hinreichend eindeutiges Ergebnis in Bezug auf eine Brandlegung durch Dritte liefern.
Das ARD-Magazin Monitor veröffentlichte am 16. November 2017 Informationen aus den Ermittlungsakten der Staatsanwaltschaft Dessau-Roßlau. Aus ihnen geht hervor, dass Jalloh mit hoher Wahrscheinlichkeit von Dritten getötet wurde. Die Staatsanwaltschaft hatte Gutachten von mehreren Sachverständigen eingeholt, die die Bereiche Brandschutz, Medizin und Chemie abdecken und mehrheitlich zu dem Schluss kommen, dass der Tod Jallohs durch Fremdeinwirkung wahrscheinlicher ist als eine Selbstanzündung. Demnach hält es auch der ehemals leitende Staatsanwalt aus Dessau für wahrscheinlich, dass der Mann bereits vor Ausbruch des Feuers mindestens handlungsunfähig war. Möglicherweise war er zu diesem Zeitpunkt auch schon tot. Die Situation in der Zelle lasse auf ein Besprühen mit geringen Mengen von Brandbeschleuniger schließen, so Oberstaatsanwalt Bittmann. Er benannte in einem Brief, der Monitor vorliegt, konkrete Verdächtige unter den Dessauer Polizeibeamten.
Bei einer Anhörung des Rechtsausschusses im Magdeburger Landtag im November 2017 wurden diese Fakten genannt und es wurde klar, dass die nun verantwortliche Staatsanwaltschaft Halle auf Einstellung des Verfahrens beharrt. Daraufhin forderte die Fraktion Die Linke Akteneinsicht. Diese wurde nicht gewährt, weil die Regierungskoalition aus CDU, SPD und Grünen dies ablehnte. Die Linke forderte daraufhin einen Sonderermittler wie etwa im Fall des NSU, der nicht aus Sachsen-Anhalt komme. Im Dezember 2017 wies Justizministerin Anne-Marie Keding die Generalstaatsanwaltschaft in Naumburg an, den Fall Oury Jalloh an sich zu ziehen und die Ermittlungen fortzuführen.

### Beschwerdeverfahren
Parallel dazu legten die Hinterbliebenen Jallohs Beschwerde gegen die Einstellung des Ermittlungsverfahrens vom 12. Oktober 2017 ein, über die dieselbe Generalstaatsanwaltschaft zu befinden hatte. Am 29. November 2018 wies der Generalstaatsanwalt Jürgen Konrad die Beschwerde ab; das Ermittlungsverfahren bleibt demnach eingestellt, im Gegensatz zur Beurteilung der Staatsanwaltschaft Dessau hätten sich aus den Gutachten „keine beweisbaren Anhaltspunkte ergeben, die eine Entzündung der Matratze durch Ouri Jallow [sic] ausschließen können und eine Entzündung durch Polizeibeamte oder durch Dritte belegen“, so dass kein Tatverdacht wie behauptet bestehe. Ein 208-seitiger Prüfbericht der Generalstaatsanwaltschaft zu sämtlichen Verfahrensakten ist verfügbar. Er wendet sich auch gegen die im Zusammenhang aufgekommene Vermutung, Todesfälle 1997 (Fall Hans-Jürgen Rose) bzw. 2002 (Fall Mario Bichtemann) seien Polizeibeamten zuzuschreiben.

### Klageerzwingungsverfahren
Die Angehörigen von Oury Jalloh hatten am 4. Januar 2019 Antrag auf Klageerzwingung beim Oberlandesgericht Naumburg (OLG Naumburg) gestellt. Insbesondere zum Prüfvermerk der Generalstaatsanwaltschaft erklärte deren Anwältin: „Es mag sein, dass der Verfasser des Vermerks „sämtliche hier zur Verfügung stehenden Ermittlungsakten und sonstige Unterlagen“ durchgesehen hat. Allein das führt aber nicht zur Erkenntnis“. Sie kritisiert mangelnde Auseinandersetzung mit den wichtigsten Hinweisen auf eine Brandlegung durch Dritte sowie den Hinweisen darauf, dass Oury Jalloh aufgrund der rechtsmedizinischen und brandsachverständigen Erkenntnisse gar nicht in der Lage gewesen sein sollte, ein derartiges Feuer selbst zu entzünden. Die Anwältin behauptet eine Ignoranz gegenüber der Beweislage, die sich von den Erkenntnissen des Landgerichts Magdeburg am 13. Dezember 2012 unterscheidet. Der von der Generalstaatsanwaltschaft Naumburg eingeholte Prüfbericht des Büros für Brandschutz (Pasedag) vom 12. Juli 2018 stehe den für die Einstellung des Verfahrens vorgetragenen Argumenten entgegen.
Schließlich erachtete das OLG Naumburg mit Beschluss vom 22. Oktober 2019 die Einstellungsbegründung der Generalstaatsanwaltschaft Naumburg für rechtmäßig. Gegen diese rechtskräftige Entscheidung des OLG Naumburg wurde am 25. November 2019 Verfassungsbeschwerde beim Bundesverfassungsgericht eingelegt, die die 2. Kammer des Zweiten Senats mit Beschluss vom 21. Dezember 2022 nicht zur Entscheidung annahm. Zwar habe der Beschwerdeführer von Verfassungs wegen einen Anspruch auf effektive Strafverfolgung. Die Entscheidung des Oberlandesgerichts Naumburg trage diesem jedoch hinreichend Rechnung. Die Familie legte dagegen Menschenrechtsbeschwerde zum Europäischen Gerichtshof für Menschenrechte ein.

## Forensisches Gutachten 2019
„Der 2005 in einer Dessauer Polizeizelle verbrannte Oury Jalloh wurde vor seinem Tod schwer misshandelt. Dabei wurden ihm unter anderem Schädeldach, Nasenbein, Nasenscheidewand und eine Rippe gebrochen. Das ergibt ein neues forensisches Gutachten des Rechtsmediziners und Radiologie-Professors Boris Bodelle von der Universitätsklinik Frankfurt, das die taz einsehen konnte. Das Gutachten hatte die Initiative in Gedenken an Oury Jalloh (IGOJ) in Auftrag gegeben. […] Laut dem Frankfurter Gutachten zeigen Entzündungen, dass Jalloh zum Zeitpunkt der Verletzungen noch gelebt haben muss, die Brüche ihm also nicht etwa während der Löscharbeiten oder beim Transport in die Leichenhalle zugefügt sein können. Es sei davon auszugehen, dass die Veränderungen ‚vor dem Todeseintritt entstanden sind‘, heißt es im Gutachten.“

Das Gutachten wurde vom Auftraggeber, der Initiative in Gedenken an Oury Jalloh in einer Pressemitteilung erwähnt und einigen Medien zur Einsicht vorgelegt, aber nicht als solches veröffentlicht.

## Weitere Vorfälle bei der Polizei in Dessau
Bei der Polizei in Dessau-Roßlau ist es wiederholt zu erheblichen Vorfällen auch in Verbindung mit Todesfällen gekommen. Ein Übersicht findet sich im Artikel Vorfälle bei der Polizei in Dessau-Roßlau nach 1990.

## Reaktionen in der Öffentlichkeit
- Am 2. April 2005 wurde Oury Jalloh von der NPD verunglimpft. Der verantwortliche Jens B., Mitglied des NPD-Kreisverbandes Magdeburg, wurde wegen bestimmter Äußerungen in diesem Artikel am 18. Mai 2006 wegen Volksverhetzung in Tateinheit mit übler Nachrede vom Amtsgericht Oschersleben zu einer Geldstrafe von 60 Tagessätzen verurteilt.[92]
- Am 1. April 2006 fand in Dessau unter dem Motto „Break the silence – Gegen rassistische Staatsgewalt, Vertuschung und Straflosigkeit“ eine Demonstration statt, an der sich ca. 1000 Menschen beteiligten.
- Am 7. Februar 2012 besetzten etwa 30 friedliche Demonstranten das Rathaus in Dessau-Roßlau und forderten die Veröffentlichung der Videos des Polizeieinsatzes bei der Demo am 7. Januar 2012.[93]
- Vertreter der Initiative in Gedenken an Oury Jalloh gehen nach einem Brandgutachten von Maksim Smirnou davon aus, dass Oury Jalloh mit Benzin übergossen und dann angezündet wurde.[94][95]
- Unter Hinweis darauf, dass im Fall Oury Jalloh erst durch privat veranlasste Untersuchungen – zunächst durch eine zweite Obduktion und dann durch ein neues Brandgutachten – wichtige Sachverhalte ermittelt worden seien, deren Aufdeckung jedoch dem Rechtsstaat obliegt, sprach ein Kommentator der Tageszeitung taz von „Justizversagen“ und warf der Staatsanwaltschaft, deren Vertreter angesichts des neuen Brandgutachtens von „überraschenden“, „ernsten“ und „teilweise erschreckenden Informationen“ gesprochen hatte, „Heuchelei“ vor.[96]
- Am 7. Januar 2015 wurde ein Polizeiposten im Leipziger Stadtteil Connewitz mit Pflastersteinen, Farbbeuteln und Feuerwerkskörpern angegriffen. Ein Bekennerschreiben bezieht sich auf den zehnten Todestag von Jalloh.[97]
- Am 7. Januar 2017 wurden in mehreren Städten in Sachsen Werbetafeln ausgetauscht. Die Gruppe Black Rose bekannte sich zu der Aktion. Die Plakate enthielten Slogans wie „Borders divide, Solidarity unites – Grenzen entzweien, Solidarität vereint“ oder Porträts von Oury Jalloh.
- Im November 2017 entfernen Polizisten ein Banner an der Roten Flora auf dem folgender Satz stand: „Oury Jalloh †7. Januar 2005 Ermordet in Dessau von deutschen Polizisten“.[98][99]
- In einem Bericht des Fernsehmagazins Monitor der ARD vom 30. November 2017 wird das Agieren der Justizbehörden (beispielsweise die Einstellung der Ermittlungen durch die Staatsanwaltschaft Halle, das Verweigern von Interviews, das Nicht-Tätigwerden der Justizministerin) als „einer der größten Justizskandale der deutschen Nachkriegsgeschichte“ bezeichnet.[100]
- Am 13. Jahrestag des Todes von Oury Jalloh am 7. Januar 2018 versammelten sich laut Polizeiangaben ca. 3000 Menschen zum Gedenken an ihn in Dessau; die Veranstalter sprachen von über 4000 Teilnehmern. Die Demonstranten forderten weitere Ermittlungen.[101]
- Am 18. Jahrestag des Todes von Oury Jalloh am 7. Januar 2023 versammelten sich ca. 1600 Menschen zum Gedenken in Dessau.[102]

## Rezeption (Auswahl)

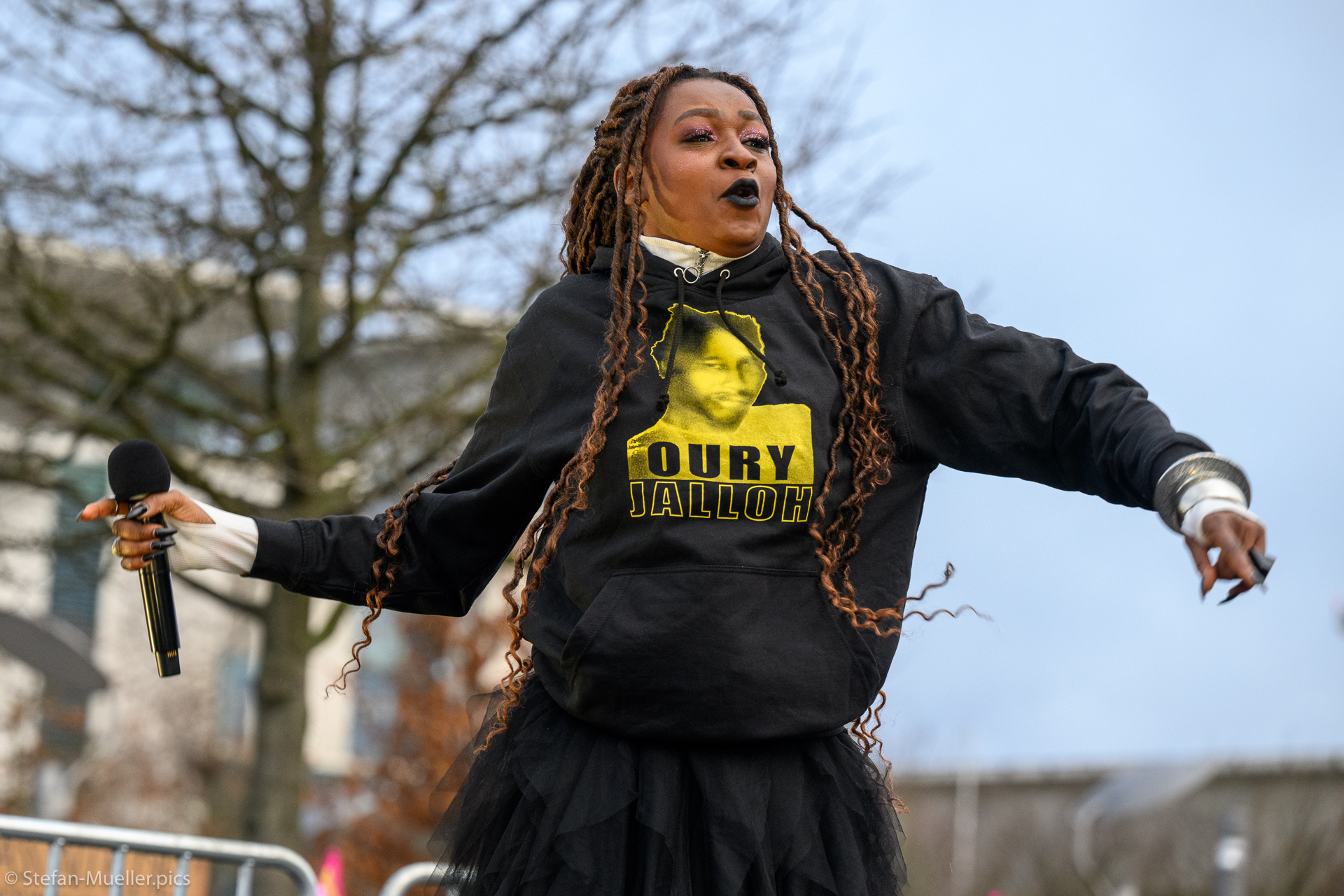
Malonda bei einer Demonstration gegen Rechts in Berlin mit Hoodie, auf dem Jalloh abgebildet ist (2024)

### Filme
- Marcel Kolvenbach, Pagonis Pagonakis: Tod in der Zelle – Warum starb Oury Jalloh? 2006; ausgezeichnet mit dem Deutschen Menschenrechts-Filmpreis 2006.
- Simon Jaikiriuma Paetau: Oury Jalloh. Dokumentation, 2008; ausgezeichnet mit dem Deutschen Menschenrechts-Filmpreis 2008 und dem Deutschen Jugendvideopreis 2009.[103]
- Tatort: Verbrannt, Spielfilm, NDR, 2015. Buch: Stefan Kolditz, Regie: Thomas Stuber. Der Spielfilm bezieht sich in fiktionalisierter Form auf die Geschichte des Todes von Oury Jalloh.[104]
- ARD Crime Time: Warum verbrannte Oury Jalloh?, Dokumentationsserie, WDR, 2024. Buch und Regie: Anna Herbst, Bence Máté[105]; greift den Fall knapp 20 Jahre später auf und spricht dafür unter anderem erstmals mit einem leitenden Polizeibeamten.[106][107][108]

### Radio/Audio
- Margot Overath: Verbrannt in Polizeizelle Nummer 5. Der Tod des Asylbewerbers Oury Jalloh in Dessau, Feature. Regie: Nikolai von Koslowski Prod.: MDR/DLF/NDR 2010.[109]
- Margot Overath: Oury Jalloh – Die widersprüchlichen Wahrheiten eines Todesfalles, Feature. Regie: Nikolai von Koslowski, Prod.: MDR/NDR/WDR 2014.
- Margot Overath: Oury Jalloh und die Toten des Polizeireviers Dessau, 5-teilige Feature-Reihe. Regie: Nikolai von Koslowski. Prod.: WDR 2020.
- Moritz Fehrle: Tod von Oury Jalloh: Warum es nie einen Mordprozess gab mit Anna Herbst, Podcast 11KM: der tagesschau-Podcast, 10. März 2025. In: ardaudiothek.de

### Musik (Auswahl)
- Funny van Dannen: Saharasand, 2009, Lied vom gleichnamigen Album
- Irie Révoltés: Des Fois, 2010, auf dem Album Mouvement Mondial
- Fard, Snaga: Du hast Recht 2, 2014, auf dem Album Talion 2: La Rabia
- Enno Bunger: Wo bleiben die Beschwerden?, 2015, auf dem Album Flüssiges Glück
- Das Flug: Deutsche Polizei, 2016, auf dem Album Zerstören
- Frittenbude – Oury, 2016, auf dem Sampler Refugees welcome – Gegen jeden Rassismus
- Feine Sahne Fischfilet: Dreck der Zeit (1. Strophe), 2018
- Disarstar: Robocop, 2019, auf dem Album Bohemien
- Nura: Niemals Stress mit Bullen, 2021
- Danger Dan: Das ist alles von der Kunstfreiheit gedeckt (Strophe 4), 2021
- 3Plusss: PHASE II, 2022, auf dem Album Weine jetzt, lache später
- K.I.Z: Katze, 2020, auf dem Album Und das Geheimnis der unbeglichenen Bordellrechnung
- Yu: Moshpit (2. Strophe), 2023

### Theater
- Nö Theater: Der Vorgang Oury Jalloh, Uraufführung 2010[110]
- Amy Evans: The Most Unsatisfied Town, Uraufführung am 7. April 2016 im English Theatre Berlin.[111] Veröffentlicht 2015 als Band 4 der Reihe Witnessed in der edition assemblage / Münster, hrsg. von Sharon Dodua Otoo.